# Kim Dzsinhjon
Kim Dzsinhjon (hangul: 김진현, handzsa: 金鎭鉉, RR: Kim Jin-hyeon; 1987. július 6. –) dél-koreai labdarúgó, a japán élvonalbeli Cerezo Oszaka kapusa. A 2007-es U20-as labdarúgó-világbajnokságon 3 meccset játszott az U20-as válogatott színeiben. A dél-koreai labdarúgó-válogatottban 2012. május 30-án, a Spanyolország elleni barátságos meccsen mutatkozott be.